# The Cream of Eric Clapton (Album)
The Cream of Eric Clapton ist ein im September 1987 erschienenes Kompilationsalbum des britischen Rockmusikers Eric Clapton. Es enthält seine bis dahin populärsten Titel als Solokünstler sowie Lieder seiner Bands Cream und Derek and the Dominos. Das Album erreichte in zahlreichen Regionen Gold- und Platinstatus und verkaufte sich weltweit mehr als 3,1 Millionen Mal.

## Veröffentlichung
Die Kompilation wurde zunächst im September 1987 in Europa, Kanada, Australien, Neuseeland sowie Asien und Brasilien veröffentlicht. Aufgrund der hohen Nachfrage wurde das Album später in Großbritannien, Japan, Kanada, Brasilien und Australien wiederveröffentlicht. Es erschien auf Schallplatte, Compact Disc sowie Musikkassette. Auf den späteren Veröffentlichungen von The Cream of Eric Clapton, wie zum Beispiel in Japan, wurde Claptons Singleveröffentlichung des Titels After Midnight aus dem Jahr 1988 hinzugefügt.

## Titelliste
| Nr. | Titel                             | Autor(en)                                              | Länge |
| --- | --------------------------------- | ------------------------------------------------------ | ----- |
| 1.  | Layla (mit Derek and the Dominos) | Eric Clapton · Jim Gordon                              | 7:10  |
| 2.  | Badge (mit Cream)                 | Eric Clapton · George Harrison                         | 2:43  |
| 3.  | I Feel Free (mit Cream)           | Pete Brown · Jack Bruce                                | 2:55  |
| 4.  | Sunshine of Your Love (mit Cream) | Eric Clapton · Pete Brown · Jack Bruce                 | 4:10  |
| 5.  | Crossroads (mit Cream)            | Robert Johnson                                         | 4:14  |
| 6.  | Strange Brew (mit Cream)          | Eric Clapton · Gail Collins · Felix Pappalardi         | 2:46  |
| 7.  | White Room (mit Cream)            | Pete Brown · Jack Bruce                                | 4:58  |
| 8.  | Cocaine                           | J. J. Cale                                             | 3:38  |
| 9.  | I Shot the Sheriff                | Bob Marley                                             | 4:30  |
| 10. | Behind the Mask                   | Chris J. Mosdell · Ryūichi Sakamoto                    | 3:38  |
| 11. | Forever Man                       | Jerry Lynn Williams                                    | 3:12  |
| 12. | Lay Down Sally                    | Eric Clapton · Marcy Levy · George Terry               | 3:52  |
| 13. | Knockin’ on Heaven’s Door         | Bob Dylan                                              | 4:23  |
| 14. | Wonderful Tonight                 | Eric Clapton                                           | 3:41  |
| 15. | Let It Grow                       | Eric Clapton                                           | 4:56  |
| 16. | Promises                          | Richard Feldman · Roger Linn                           | 3:00  |
| 17. | I’ve Got a Rock ’n’ Roll Heart    | Steve Diamond · Tony Seals · Troy Seals · Eddie Setser | 3:13  |

| Nr.          | Titel                         | Autor(en)    | Länge |
| ------------ | ----------------------------- | ------------ | ----- |
| 18.          | After Midnight (1988 Version) | J.J. Cale    | 4:05  |
| Gesamtlänge: | Gesamtlänge:                  | Gesamtlänge: | 74:40 |

| Nr. | Titel                                       | Autor(en)                                      | Länge |
| --- | ------------------------------------------- | ---------------------------------------------- | ----- |
| 1.  | Layla (mit Derek and the Dominos)           | Eric Clapton · Jim Gordon                      | 7:10  |
| 2.  | Badge (mit Cream)                           | Eric Clapton · George Harrison                 | 2:43  |
| 3.  | I Feel Free (mit Cream)                     | Pete Brown · Jack Bruce                        | 2:55  |
| 4.  | Sunshine of Your Love (mit Cream)           | Eric Clapton · Pete Brown · Jack Bruce         | 4:10  |
| 5.  | Crossroads (Live at Winterland) (mit Cream) | Robert Johnson                                 | 4:13  |
| 6.  | Strange Brew (mit Cream)                    | Eric Clapton · Gail Collins · Felix Pappalardi | 2:46  |
| 7.  | White Room (mit Cream)                      | Pete Brown · Jack Bruce                        | 4:58  |
| 8.  | Bell Bottom Blues (mit Derek & The Dominos) | Eric Clapton                                   | 5:06  |
| 9.  | Cocaine                                     | J.J. Cale                                      | 3:30  |
| 10. | I Shot The Sheriff                          | Bob Marley                                     | 4:24  |
| 11. | After Midnight                              | J.J. Cale                                      | 2:51  |
| 12. | Swing Low Sweet Chariot                     | Eric Clapton                                   | 3:30  |
| 13. | Lay Down Sally                              | Eric Clapton, Marcy Levy                       | 3:50  |
| 14. | Knockin' On Heaven's Door                   | Bob Dylan                                      | 4:23  |
| 15. | Wonderful Tonight                           | Eric Clapton                                   | 3:35  |
| 16. | Let It Grow                                 | Eric Clapton                                   | 4:56  |
| 17. | Promises                                    | Richard Feldman, Roger Linn                    | 3:04  |
| 18. | I Can't Stand It                            | Eric Clapton                                   | 4:09  |

## Rezeption

### Kritiken
Das US-amerikanische Musikmagazin Billboard zeichnete das Album in seiner Ausgabe vom 1. August 1987 als „meist erwartetes Kompilationsalbum des Jahres“ aus und bewertete Demoveröffentlichungen des Albums mit fünf von fünf möglichen Sternen. Der Allmusic-Kritiker Richard Gilliam bezeichnet die Kompilation als eine „solide Sammlung, die einen exzellenten Überblick über einen der besten Rockmusiker“ verschafft. Er lobte außerdem die historische Komponente des Albums. Insgesamt vergab Gilliam vier der fünf möglichen Bewertungseinheiten für das Album.

### Chartplatzierungen
Das Album belegte Platz 3 der Britischen Albumcharts und blieb 104 in der Hitparade. Im November 1987 wurde das Album in Großbritannien mit einer Platinschallplatte für mehr als 300.000 verkaufte Einheiten ausgezeichnet und erreichte im Januar 1991 eine Dreifachplatin-Prämierung für mehr als 900.000 verkaufte Exemplare. In den Niederlanden belegte das Album Platz 78 der Dutch Charts und wurde in Frankreich und der Schweiz mit einer Goldenen Schallplatte ausgezeichnet. In Kanada konnte sich das Album keine Platzierung in den Musikcharts sichern, wurde jedoch trotzdem im Juli 1987 mit Gold-Auszeichnung für 50.000 verkaufte Einheiten prämiert. In Australien erreichte The Cream of Eric Clapton Platz 12 der ARIA Charts und wurde mit einer Platinschallplatte ausgezeichnet. Bis 1988 wurden weltweit laut Billboard mehr als 1,2 Millionen Kopien des Kompilationsalbums verkauft.

## Auszeichnungen für Musikverkäufe
| Land/Region                  | Auszeichnungen für Musikverkäufe (Land/Region, Auszeichnung, Verkäufe) | Verkäufe  |
| ---------------------------- | ---------------------------------------------------------------------- | --------- |
| Australien (ARIA)            | Platin                                                                 | 70.000    |
| Kanada (MC)                  | Gold                                                                   | 50.000    |
| Neuseeland (RMNZ)            | 6× Platin                                                              | 120.000   |
| Schweiz (IFPI)               | Gold                                                                   | 25.000    |
| Vereinigtes Königreich (BPI) | 3× Platin                                                              | 1.000.000 |
| Insgesamt                    | 2× Gold · 10× Platin ·                                                 | 1.265.000 |

Hauptartikel: Eric Clapton/Auszeichnungen für Musikverkäufe